# 君が美しすぎて
「君が美しすぎて」（きみがうつくしすぎて）は、1973年7月1日に発売された野口五郎の9枚目のシングル。

## 概要
両面とも1973年5月10日、ロンドンのアイランド・スタジオ（後のサーム・ウエスト・スタジオ）で、フィル・ブラウン (レコーディング・エンジニア)をエンジニアに迎えレコーディングが行われた。
「君が美しすぎて」で、同年末の『NHK紅白歌合戦』に、自身2度目の出場を果たした。
キャンディーズが、自身のアルバム『あなたに夢中〜内気なキャンディーズ〜』にて「君が美しすぎて」をカバーした。

## 収録曲
- 全曲作詞：千家和也／作曲・編曲：馬飼野俊一

1. 君が美しすぎて
2. ぬれた瞳

## 収録アルバム
- 『GOLDEN☆BEST 野口五郎』（#1）